# DKW Luxus Sport 300
Die DKW Luxus Sport 300 ist ein Motorradmodell der Zschopauer Motorenwerke J. S. Rasmussen. Sie ist das Nachfolgemodell der DKW Luxus 300.

## Technik
Der Rahmen und die Scheiden der Parallelogrammgabel sind aus Pressstahlprofilen gefertigt und mit den Schwestermodellen der Luxus-Baureihe weitgehend baugleich, aber in den Abmessungen unterschiedlich. Wie beim Vorgängermodell sind am Gepäckträger beiderseits Kästen für das Bordwerkzeug angebracht. Vorderbau und Rahmen waren auch hier einheitlich schwarz lackiert, der Tank nicht. Der Satteltank war dunkelrot, im Verkaufsprospekt wird er jedoch als vernickelter „Stromlinientank“ mit Zierlinien beschrieben.
Der Motor war eine Neukonstruktion. Erstmals an einem DKW-Einzylindermotor wurden zwei Auslässe konstruiert, an die sich eine Doppelport-Auspuffanlage anschließt. Zudem hat der Motor einen Ruckdämpfer auf dem Ende der Kurbelwelle. Das Dreiganggetriebe ist mit dem Motor in einem gemeinsamen Gehäuse verblockt, der Primärtrieb (Verbindung von Kurbelwelle und Getriebe) arbeitet mit Zahnrädern. Es hat Kugelschaltung, das heißt der kurze, direkt eingreifende Schalthebel ist mit einem Kugelgelenk gelagert und vorwärts, rückwärts sowie seitlich  beweglich, nicht nur in einer Richtung wie bei einer seriellen Schaltung.
Neu war die Batteriezündung. DKW warb für diese Zündung in einem Prospekt von 1932 wie folgt: „Die elektrische Beleuchtungsanlage [50 Watt sowie elektrisches Horn] bringen wir hier zur standardmäßigen Ausrüstung: die dazu notwendige Batterie und Lichtmaschine wird auch gleichzeitig zur Lieferung des Zündstroms benützt, wodurch wir den schweren Magnet-Apparat ersparen können. […] In den Apparat ist auch eine automatische Zündmomentverstellung eingebaut, die die Auslösung des Zündfunken den verschiedenen Drehzahlansprüchen anpasst.“
Der Lenker ist aus Stahlblech gepresst; er ist gleichzeitig Instrumententräger für Tachometer und Uhr.  Erstmals gab es für ein DKW-Motorrad einen Zündschlüssel, „wobei durch Abziehen eines kleinen Schlüssels eine gute Diebstahlsicherung gewährleistet wird.“
| DKW Luxus Sport 300   | DKW Luxus Sport 300                                       |
| --------------------- | --------------------------------------------------------- |
| Baujahre              | 1930–1931                                                 |
| Motor                 | fahrtwindgekühlter Einzylinder-Zweitaktmotor, Kickstarter |
| Steuerung             | Schlitzsteuerung                                          |
| Ladungswechsel        | Querstromspülung                                          |
| Bohrung × Hub         | 74 × 68 mm                                                |
| Hubraum               | 292,5 cm³                                                 |
| Nennleistung          | 9 PS (6,6 kW)                                             |
| Vergaser              | Framo-E, Framo-B (a)                                      |
| Schmierung            | Zweitaktgemisch 1 : 15–20                                 |
| Getriebe              | 3-Gang-Getriebe                                           |
| Endantrieb            | Kette                                                     |
| Rahmenbauart          | Pressstahl-Profilrahmen                                   |
| Radstand              | 1340 mm                                                   |
| Sitzhöhe              | 720 mm                                                    |
| Radaufhängung vorn    | Parallelogrammgabel mit Schraubenfeder                    |
| Radaufhängung hinten  | Starrrahmen                                               |
| Bremsen               | Innenbacken vorn und hinten                               |
| Leergewicht           | 150 kg                                                    |
| Höchstgeschwindigkeit | 90 km/h                                                   |
| Stückzahl             | ca. 3000                                                  |